# Anderson County (Kentucky)
Anderson County je okres ve státě Kentucky v USA. K roku 2010 zde žilo 21 421 obyvatel. Správním městem okresu je Lawrenceburg. Celková rozloha okresu činí 529 km².

## Sousední okresy
| Růžice kompasu | Shelby County  | Franklin County            |                 | Růžice kompasu |
| Růžice kompasu | Spencer County | Sever                      | Woodford County | Růžice kompasu |
| Růžice kompasu | Spencer County | Anderson County (Kentucky) | Woodford County | Růžice kompasu |
| Růžice kompasu | Spencer County | Jih                        | Woodford County | Růžice kompasu |
| Růžice kompasu | Nelson County  | Washington County          | Mercer County   | Růžice kompasu |